# AmeriKKKa's Most Wanted
AmeriKKKa's Most Wanted è l'album di debutto di Ice Cube. L'album fu in gran parte prodotto da The Bomb Squad, team produttivo dei Public Enemy e fu inaspettatamente un gran successo. È considerato uno degli album hip hop più significativi degli anni '90.

## Descrizione

### Origine e storia
Dopo la fuoriuscita dalla Ruthless Records e dai N.W.A, Ice Cube si mosse immediatamente per incidere un proprio album solista. Cube afferma che inizialmente, lui e Dr. Dre avrebbero voluto collaborare insieme al suo disco d'esordio, ma fu posto il veto dalla dirigenza della Ruthless:
(Ice Cube, "Ice Cube, AmeriKKKa's Most Wanted Retrospective [20 Years Later]", XXL)
Accordandosi con Sir Jinx, cugino di Dr. Dre, per la stesura dell'album, Cube ricorse a un gruppo di testi di canzoni non utilizzate che aveva scritto per Eazy-E. Dopo essersi trasferiti a New York, i due lavorarono alle tracce, che includevano Once Upon a Time in the Projects, Get Off My Dick & Tell Yo' Bitch to Come Here e Gangsta's Fairytale, tra le altre.

### Produzione
Per la produzione Ice Cube contattò il team produttivo dei Public Enemy, The Bomb Squad, che accettarono in virtù dei buoni rapporti tra Cube e Chuck D. Lo stesso frontman dei Public Enemy partecipò come ospite speciale in un pezzo, e anche Flavor Flav non fece mancare il suo contributo. La Bomb Squad fu molto attiva nella produzione dell'album, nonostante le affermazioni di Jinx sul fatto che l'unico membro della Squad presente fu Eric Sadler. Hank Shocklee parlò dell'incontro e della collaborazione con Ice Cube in un'intervista a Cool'eh Magazine:
(Hank Shocklee)

### Contenuti
That I can say "Peace" and the gunshots will cease?

Every cop killer goes ignored

They just send another nigga to the morgue»
basti dire "Pace" per far finire le sparatorie?

Ogni poliziotto omicida viene ignorato

Semplicemente mandano un altro negro all'obitorio»
(Endangered Species (Tales from the Darkside), Ice Cube)
Con i suoi contenuti sociopolitici e gangsta rap, le canzoni sull'album trattano tematiche quali la vita nel ghetto, la tossicodipendenza, il razzismo e la povertà. Ice Cube attacca incessantemente il razzismo istituzionale, come anche le norme sociali che direttamente o indirettamente permettono che continui l'oppressione di quelli che vivono nei ghetti di Los Angeles. In Endangered Species (Tales from the Darkside), egli predice che gli afroamericani sarebbero diventati il bersaglio della violenza delle istituzioni prima dello scandalo scoppiato nel 1992 in seguito al pestaggio di Rodney King da parte di agenti di polizia, che sarebbe sfociato nei disordini di Los Angeles.
Attraverso l'album, Cube fa alcune dichiarazioni controverse, riferendosi a certi tipi di afroamericani con il nomignolo "Oreo cookies" ("biscotti Oreo"), un epiteto offensivo per sottolineare come essi appaiano neri all'esterno, ma abbiano internamente tendenze bianche negative. Arsenio Hall viene specificatamente definito un "venduto" ai bianchi nella traccia The Nigga Ya Love To Hate. In Turn off the Radio Cube critica inoltre le stazioni radiofoniche R&B e hip hop per la preferenza che concedono ad alcuni artisti piuttosto che ad altri. Il titolo dell'album stesso parodia lo show televisivo America's Most Wanted, accusandolo di mostrare in prevalenza l'arresto di afroamericani.
Uno skit successivo, The Drive By, torna alla stessa tematica alla fine, con la voce del conduttore televisivo Tom Brokaw che riportando la notizia di disordini, afferma: «Fuori dalla zona di south central, pochi si preoccupano della violenza perché non li riguarda». Cube inoltre parla delle relazioni tra uomo e donna in It's a Man's World, un duetto con la rapper Yo-Yo. Cube e Yo-Yo si scambiano luoghi comuni sessisti e offensivi per esemplificare i difficili rapporti tra i sessi nella comunità afroamericana. Tra i critici che accusarono Ice Cube di sessismo, Peter Watrous del The New York Times scrisse, recensendo un concerto all'Apollo Theater di New York:

## Pubblicazione
Pubblicato il 16 maggio 1990 negli Stati Uniti, inizialmente AmeriKKKa's Most Wanted entrò in classifica senza il supporto di un singolo promozionale o di un video, anche se la title track fu poi pubblicata su singolo, e venne anche girato un raro videoclip, diretto da Alex Winter, per la traccia Who's the Mack?

## Singoli
La title track fu il primo singolo ufficiale estratto dall'album (B-side Once Upon a Time in the Projects). Who's the Mack? venne pubblicato come singolo promozionale. Un remix della traccia Endangered Species (Tales From The Darkside) fu anch'esso pubblicato su singolo, come stratto dall'EP Kill at Will di Ice Cube.

## Accoglienza critica
| Recensione                    | Giudizio |
| ----------------------------- | -------- |
| AllMusic                      | [ 14 ]   |
| The Austin Chronicle          | [ 15 ]   |
| Chicago Tribune               | [ 16 ]   |
| Entertainment Weekly          | B−       |
| Orlando Sentinel              | [ 18 ]   |
| Rolling Stone                 | [ 19 ]   |
| The Rolling Stone Album Guide | [ 20 ]   |
| The Source                    | 5/5      |
| Uncut                         | [ 22 ]   |
| The Village Voice             | B−       |

Alla sua pubblicazione, AmeriKKKa's Most Wanted fu accolto favorevolmente dalla critica, e nel corso degli anni il disco ha acquisito lo status di classico dell'hip-hop. Davis Mills del The Washington Post lodò l'album per la sua destrezza lirica, scrivendo: "Ice Cube ha ora dato prova che era lui l'elemento cruciale dei N.W.A. È un paroliere insolitamente dotato e la sua interpretazione è ancora più sicura di sé". Greg Sandow di Entertainment Weekly definì l'opera "arte non necessariamente coesa", ma si complimentò per le vivide raffigurazioni delle realtà urbane e scrisse che Ice Cube "emerge come un rapper più originale grazie al suo tono senza compromessi. Ci getta in faccia la vita da ghetto e ci sfida a trarre le nostre conclusioni".
Originariamente Rolling Stone assegnò all'album 2½ stellette su 5 nel 1990, scrivendo: "L'implacabile turpiloquio diventa stancante, i beat della Bomb Squad perdono forza e l'atteggiamento di Cube verso le donne è semplicemente spregevole". La recensione concluse definendo l'album "una delusione". Tuttavia a posteriori, Rolling Stone alzò il voto a 3½ stellette nel 1992 e poi a 5 nel 2004, arrivando a lodare l'album per la produzione e i testi. In una recensione retrospettiva, David Jeffries del sito web AllMusic scrisse: "Questo veleno della conoscenza di strada con funk ultra veloce funziona magnificamente in tutto l'album, con ogni traccia che colpisce il segno [...] AmeriKKKa's Most Wanted è un esercizio avvincente e senza tempo di rabbia, onestà e possibilità sociopolitiche dell'hip-hop". Lo scrittore Cesare Alemanni nel suo libro Rap. Una storia, due Americhe definisce AmeriKKKa's Most Wanted "l'ideale punto d'incontro tra lo stile gangsta dei N.W.A. e quello politicamente radicale dei Public Enemy".

## Tracce
| #  | Titolo                                                           | Autori                                                                      | Campionamenti | Durata |
| -- | ---------------------------------------------------------------- | --------------------------------------------------------------------------- | --- | ------ |
| 1  | Better off Dead                                                  | O. Jackson E. Sadler H. Shocklee K. Shocklee Brian Holt                     | – | 1:03   |
| 2  | The Nigga Ya Love to Hate                                        | O. Jackson E. Sadler H. Shocklee K. Shocklee                                | - Weak at the Knees di Steve Arrington - Keep on Doin' It dei The New Birth - Atomic Dog di George Clinton - I Need More Time dei The Meters - Gangsta Gangsta e A Bitch Iz a Bitch dei N.W.A - Funky Beat di Whodini - Superfly di Curtis Mayfield | 3:13   |
| 3  | AmeriKKKa's Most Wanted                                          | O. Jackson E. Sadler H. Shocklee K. Shocklee                                | - Advice di Sly & the Family Stone - Let the Music Take Your Mind dei Kool & the Gang - Humpin' dei Bar-Kays - I'm Chief Kamanawanalea (We're the Royal Macadamia Nuts) dei The Turtles - There It Is di James Brown - Prison e Jesse di Richard Pryor - Run, Nigger dei The Last Poets - Rocket in the Pocket (Live) di Cerrone - Fuck tha Police e Straight Outta Compton dei N.W.A - Theme From America's Most Wanted di Robert Walsh - My Philosophy dei Boogie Down Productions - Take Me to the Mardi Gras di Bob James - Jam Master Jay dei Run-D.M.C. | 4:08   |
| 4  | What They Hittin' Foe                                            | O. Jackson E. Sadler H. Shocklee K. Shocklee                                | - The Jugglers della Average White Band - Sister Sanctified di Stanley Turrentine & Milt Jackson - Synthetic Substitution di Melvin Bliss | 1:22   |
| 5  | You Can't Fade Me/JD's Gaffilin                                  | O. Jackson E. Sadler H. Shocklee K. Shocklee                                | - Rumpofsteelskin dei Parliament - Pneumonia (Live) dei Kool & the Gang - Synthetic Substitution di Melvin Bliss | 5:12   |
| 6  | Once Upon a Time in the Projects                                 | O. Jackson Tony Wheaton                                                     | - Shoo-B-Doop and Cop Him di Betty Davis | 3:41   |
| 7  | Turn off the Radio                                               | O. Jackson E. Sadler H. Shocklee K. Shocklee                                | - House of Beauty di Isaac Hayes - Rated X dei Kool & the Gang - Races da Fa' la cosa giusta - Straight Outta Compton dei N.W.A | 2:37   |
| 8  | Endangered Species (Tales from the Darkside) (featuring Chuck D) | O. Jackson C. Ridenhour E. Sadler H. Shocklee K. Shocklee T. Wheaton        | - Standing on the Verge of Getting It On dei Funkadelic - Long Red dei Mountain - Bop Gun (Endangered Species) dei Parliament - Fuck Tha Police dei N.W.A - 2001 dei The Cecil Holmes Soulful Sounds | 3:21   |
| 9  | A Gangsta's Fairytale                                            | O. Jackson E. Sadler T. Wheaton                                             | - Parrty di Maceo & the Macks - Mother Goose di Andrew Dice Clay | 3:16   |
| 10 | I'm Only out for One Thang (featuring Flavor Flav)               | W. Drayton Jr. O. Jackson T. Wheaton                                        | – | 2:10   |
| 11 | Get off My Dick and Tell Yo Bitch to Come Here                   | O. Jackson E. Sadler H. Shocklee K. Shocklee T. Wheaton                     | - Express Yourself (Extended Mix) e A Bitch Iz a Bitch dei N.W.A | 0:56   |
| 12 | The Drive-By                                                     | K. Shocklee T. Wheaton                                                      | - Bust a Move di Young MC | 1:01   |
| 13 | Rollin' wit' the Lench Mob                                       | O. Jackson E. Sadler H. Shocklee K. Shocklee                                | - Givin' Up Food for Funk dei The J.B.'s - Uphill Peace of Mind di Kid Dynamite - Hey! Last Minute dei The Meters - Memphis Soul Stew di King Curtis - Aqua Boogie (A Psychoalphadiscobetabioaquadoloop) dei Parliament - Parental Discretion Iz Advised e Gangsta Gangsta dei N.W.A - Rollin' With Kid 'N Play di Kid 'n Play | 3:43   |
| 14 | Who's the Mack?                                                  | O. Jackson E. Sadler H. Shocklee K. Shocklee T. Wheaton V. Henry T. Rollins | - I Wanna Get Down di Fred & the New J.B.'s - Hihache della Lafayette Afro Rock Band - The Humpty Dance dei Digital Underground - "T" Stands for Trouble di Marvin Gaye | 4:35   |
| 15 | It's a Man's World                                               | O. Jackson E. Sadler H. Shocklee K. Shocklee Y. Whittaker                   | - It's a Man's Man's Man's World di James Brown - Crumbs Off the Table di Laura Lee - Women Are Beautiful e Jesse di Richard Pryor - Still Talkin' di Eazy-E - A Bitch Iz a Bitch dei N.W.A - The Lady Sirro della Michael White's Magic Music Company - Sing a Simple Song di Sly & the Family Stone - Brother Green (The Disco King) dei Roy Ayers Ubiquity - JD's Gaffilin' (Part 2) di Ice Cube | 5:26   |
| 16 | The Bomb                                                         | O. Jackson T. Wheaton                                                       | - More Bounce to the Ounce di Zapp - The Assembly Line dei Commodores - Hindenburg Disaster Footage di Herbert Morrison - UFO degli ESG - Funk to the Folks dei The Soul Searchers - P. Funk (Wants to Get Funked Up) dei Parliament - Girls dei Beastie Boys | 3:25   |

## Riconoscimenti
| Testata             | Paese       | Riconoscimento                               | Anno | Posizione |
| ------------------- | ----------- | -------------------------------------------- | ---- | --------- |
| About.com           | Stati Uniti | 100 Greatest Hip Hop Albums                  | 2008 | 33        |
| About.com           | Stati Uniti | Best Rap Albums of 1990                      | 2008 | 2         |
| Robert Dimery       | Stati Uniti | 1001 Albums You Must Hear Before You Die     | 2005 | *         |
| Ego Trip            | Stati Uniti | Hip Hop's 25 Greatest Albums by Year 1980-98 | 1999 | 1         |
| The Guardian        | Regno Unito | 1000 Albums to Hear Before You Die           | 2007 | *         |
| Mixmag              | Regno Unito | The 100 Best Dance Albums of All Time        | 1996 | 24        |
| New Musical Express | Regno Unito | Albums of the Year                           | 1990 | 41        |
| Chris Rock          | Stati Uniti | Top 25 Hip-Hop Albums                        | 2005 | 17        |
| Rock De Lux         | Spagna      | Albums of the Year                           | 1990 | 46        |
| Rolling Stone       | Stati Uniti | The Essential Recordings of the 90s          | 1999 | *         |
| The Source          | Stati Uniti | The 100 Best Rap Albums of All Time          | 1998 | *         |
| Spin                | Stati Uniti | Top 100 (+5) Albums of the Last 20 Years     | 2005 | 33        |
| Spin                | Stati Uniti | Albums of the Year                           | 1990 | 1         |
| Spin                | Stati Uniti | Top 90 Albums of the 90s                     | 1999 | 80        |
| Tom Moon            | Stati Uniti | 1000 Recordings to Hear Before You Die       | 2008 | *         |
| Village Voice       | Stati Uniti | Albums of the Year                           | 1990 | 6         |

(*) indica l'inclusione senza una posizione specifica